# Provincia di El Hajeb
La provincia di El Hajeb è una delle province del Marocco, parte della Regione di Fès-Meknès. 

## Geografia antropica

### Suddivisioni amministrative
La provincia di El Hajeb conta 4 municipalità e 12 comuni:

#### Municipalità
- Agourai
- Ain Taoujdate
- El Hajeb
- Sabaa Aiyoun

#### Comuni
- Ait Boubidmane
- Ait Bourzouine
- Ait Harz Allah
- Ait Naamane
- Ait Ouikhalfen
- Ait Yaazem
- Bitit
- Iqaddar
- Jahjouh
- Laqsir
- Ras Ijerri
- Tamchachate